# Nálev

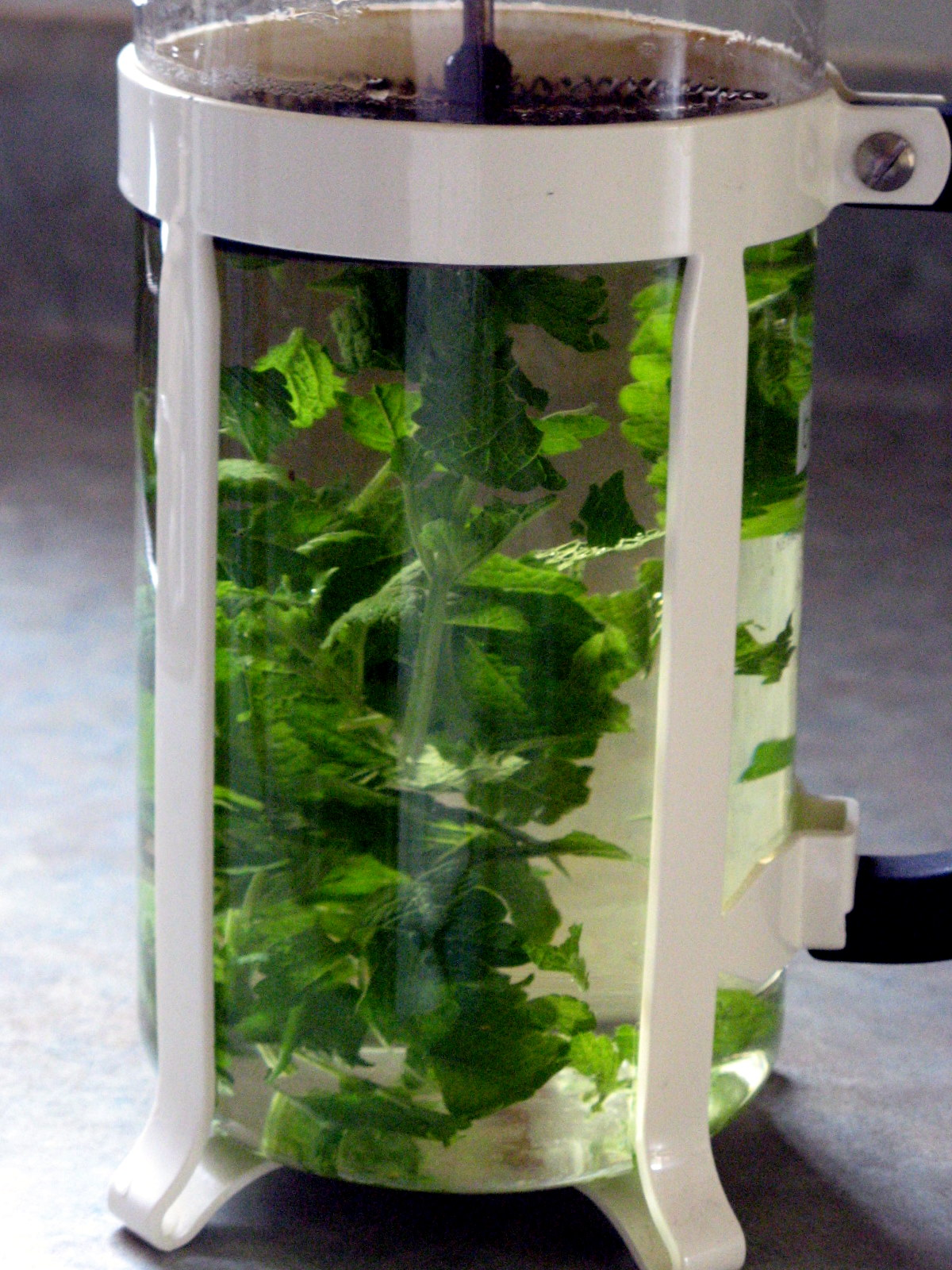
Nálev připravovaný z čerstvých lístků meduňky

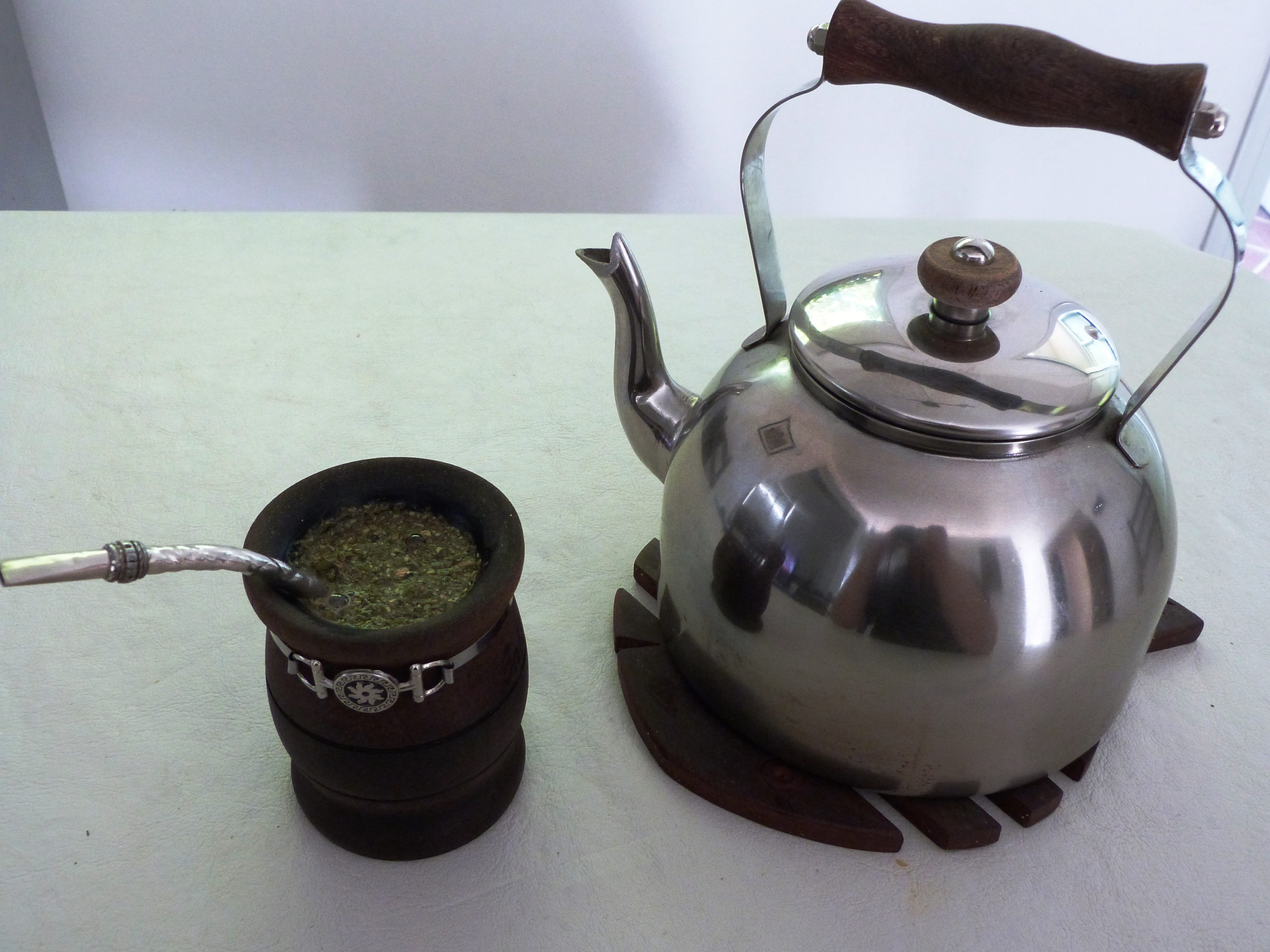
Maté

Nálev je roztok, který vznikne, když se droga (např. čaj) přelije vroucí vodou a nechá se určitou dobu (3 až 15 minut) za případného občasného promíchání louhovat a poté se scedí. Liší se od výluhu (delší macerování ve studené vodě) a odvaru (droga se ve vodě vaří). Využívá se zpravidla u květů, listů a natí.